# 誘電加熱

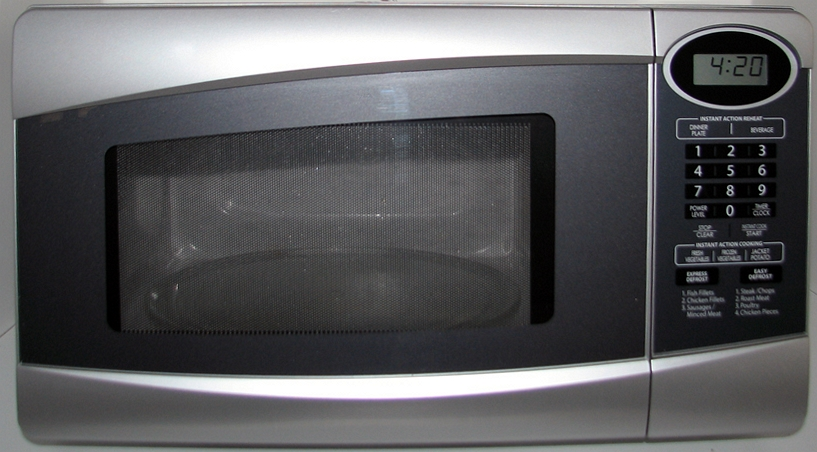
電子レンジは食品を調理するために誘電加熱を使用する。

誘電加熱（ゆうでんかねつ、英: dielectric heating）とは、無線周波数 (RF) の交流電界すなわち電波（マイクロ波）の電磁放射により誘電体（絶縁体）を加熱することである。これは、誘電体内の分子双極子の回転によって引き起こされる。電子加熱 (electronic heating)、無線周波数加熱 (radio frequency heating)、高周波加熱 (high-frequency heating) ともいい、マイクロ波を使用する場合はマイクロ波加熱 (microwave heating) ともいう。

## メカニズム
分子の回転は、電気双極子モーメントを有する極性分子を含む誘電体の中で起こり、その結果、電磁場中の向きに従って分子が整列する。電磁波や交流電場のように電場が振動している場合、分子は振動する電場に向きをあわせることによって、連続的に回転する。これは双極子回転 (dipole rotation)、または双極子分極 (dipolar polarisation) と呼ばれる。電場が入れ替わるにつれ、分子は方向を逆にする。 回転する分子は（電気力によって）他の分子を押し引きし、衝突し、エネルギーを誘電体内の隣接する分子・原子に分配する。線源から試料へのエネルギー移動の過程は放射加熱の一形態である。
温度は、誘電体中の原子・分子の平均運動エネルギーに関係しているので、このように分子が撹拌されると、誘電体の温度が上がる。このように、双極子回転とは、電磁放射の形のエネルギーを物体の温度の上昇に変換するメカニズムである。この変換が行われる他のメカニズムもある。
双極子回転は、通常は誘電加熱と呼ばれるメカニズムであり、身近な所では電子レンジで使われている。液体の水で最も効果的に機能するが、脂肪や糖類ではそれほど機能しない。これは、脂肪や糖の分子は水分子よりはるかに極性が低く、そのため電磁場によって発生する力による影響が少ない為である。電気双極子が含まれていれば、調理以外でも一般に固体・液体・気体の加熱にこの効果を使用できる。

## 特徴
誘電加熱の特徴として、均質加熱、迅速（高速）加熱、選択加熱が挙げられる。電磁波に暴露された物質が、単位体積あたりに得るエネルギーWは、以下の式に従う。
{\displaystyle W={\frac {1}{2}}\omega \epsilon ^{''}\mid E\mid ^{2}+{\frac {1}{2}}\omega \mu ^{''}\mid H\mid ^{2}}
ここで、{\displaystyle \epsilon ^{''}}: 複素誘電率、{\displaystyle \mu ^{''}}: 複素透磁率、E: 電界強度、H: 磁界強度である。誘電加熱は、外部熱源による加熱と異なり、熱伝導や対流の影響がほとんど無視できる。上式のE, Hを増加させることで、被加熱物質を均一に高速で加熱できるので、この特徴を指して均質加熱、迅速（高速）加熱と呼ぶ。電磁波は電界と磁界成分で構成されているが、電界は誘電体を、磁界は導体や磁性体を加熱できる。物質ごとに上式の複素誘電率、複素透磁率が違うことを利用すれば、加熱対象を電磁波の照射法で選択できる。この特徴を指して選択加熱と呼ぶ。

## 電力半減深度
マイクロ波によって被加熱物が加熱されるとき、被加熱物の材質やマイクロ波の周波数によって加熱される深さが異なる。マイクロ波のエネルギー密度が被加熱物の表面に比べて1/2に減衰する距離を電力半減深度{\displaystyle D}と呼び

、周波数を{\displaystyle f}、誘電率を{\displaystyle \epsilon }、誘電正接を{\displaystyle \tan \delta }とすると、次式で表される

。
{\displaystyle D={\frac {3.32\times 10^{7}}{f{\sqrt {\epsilon }}\tan \delta }}} (m)
したがって、マイクロ波の周波数が高いほど表面が加熱されやすく、周波数が低ければ厚みのある材料を均一に加熱しやすくなる。

## 高周波加熱
誘電体の加熱に高周波電界を使用することは、1930年代に提案されていた。例えば、アメリカ合衆国特許第 2,147,689号（1937年にベル電話研究所が出願）には、次のように書かれている。「本発明は誘電体用の加熱装置に関したものであり、本発明の目的はそのような材料を全体にわたって均一に、実質的に同時に加熱することである。」この特許は、10〜20メガヘルツ（波長15〜30メートル）の高周波 (RF) 加熱を提案している。この波長は使用されるキャビティよりはるかに長いので、電磁波ではなく近接場効果を利用した（市販の電子レンジでは、波長はキャビティの大きさのわずか1%である）。
農業では、高周波誘電加熱が広くテストされており、殻に入ったままのクルミなど、収穫後に殺虫する方法として使用されている。高周波加熱はマイクロ波加熱よりもより均一に食品を加熱することができるので、食品を迅速に加工する方法として有望である。
医学では、ジアテルミー（透熱療法）と呼ばれる体組織の高周波加熱が筋肉療法に使用される。ハイパーサーミア（温熱療法）と呼ばれるより高い温度への加熱が、癌や腫瘍組織を殺すために使用される。

## マイクロ波加熱

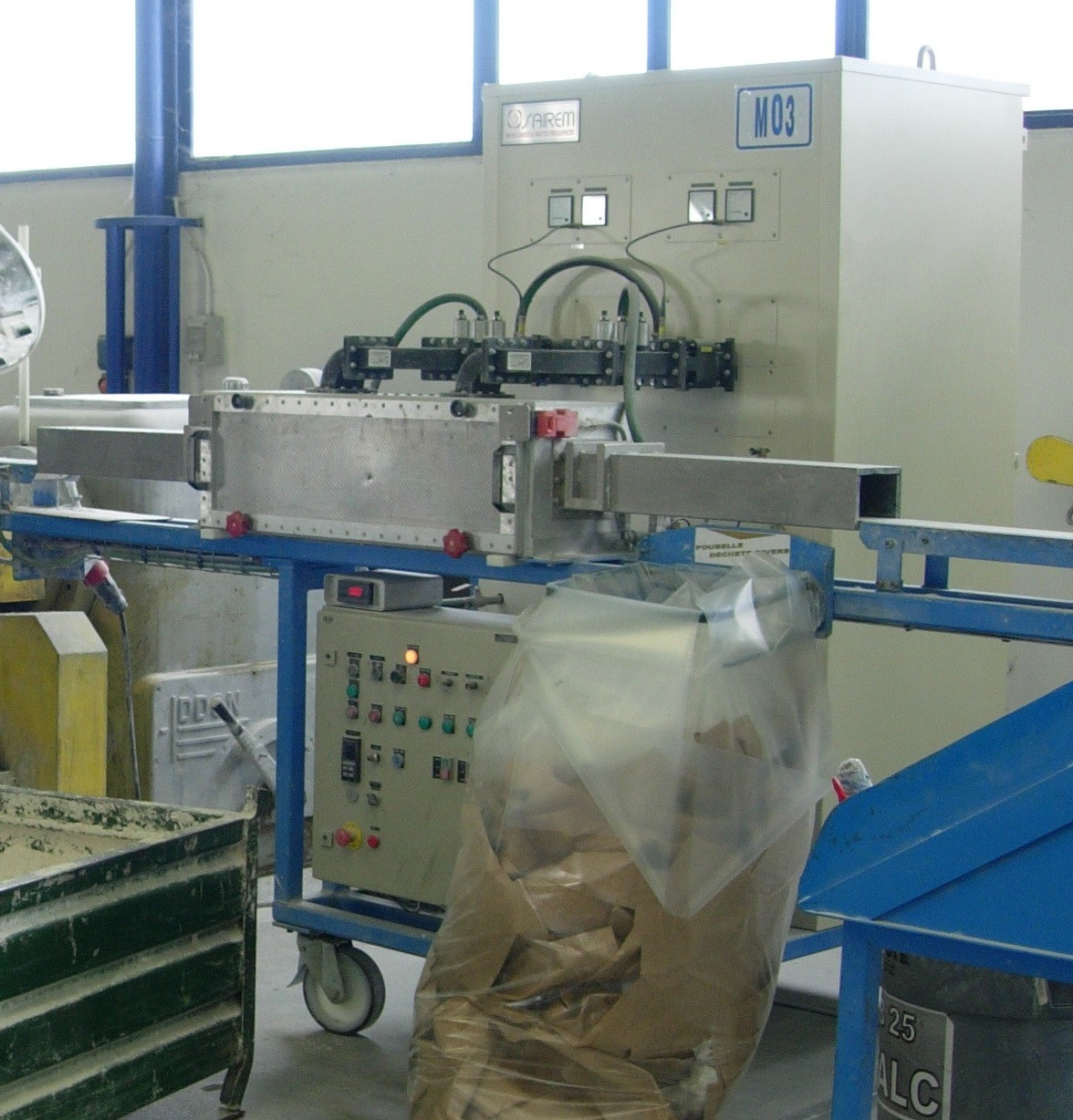
食品の加熱の他にも、マイクロ波は多くの工業プロセスにおいて加熱に広く使用されている。写真は、押出成形前にプラスチック部品を加熱するための工業用マイクロ波トンネルオーブン。

マイクロ波加熱は、高周波加熱とは異なり、100メガヘルツを超える周波数での誘電加熱であり、電磁波を小さい寸法の放射体から発射し、空間を通って対象物に導くことができる。現代の電子レンジは、高周波加熱器よりもはるかに高い周波数の電磁波を利用する。典型的な家庭用電子レンジはISMバンドである2.45ギガヘルツで動作するが、915メガヘルツの電子レンジも存在する。すなわち、マイクロ波加熱で使用される電波の波長は0.1センチメートルから10センチメートルである。
マイクロ波加熱を利用した装置としては、電子レンジが一般に用いられている。焜炉などによる加熱に比べ、容器に入った食品であっても、内部から均一に急速加熱することができる。
近年、工業プロセスにおける新しい加熱法のひとつとしても注目を集めている。マイクロ波加熱によって水分を蒸発させるマイクロ波乾燥と呼ばれる技術は、食品から建材、廃棄物処理まで、工業的に広く利用されている。
化学反応にもマイクロ波加熱は利用されている。マイクロ波の波長に応じて特定の物質のみを内部から急速に選択加熱できる。反応速度が早くなり、また副反応が抑制され収率が向上する場合がある。この方法はマイクロ波合成と呼ばれ、環境親和性の高いグリーンな化学として期待されている。
生体組織にマイクロ波を照射すると、発熱によってタンパク質などが変性し、凝固する。この現象はマイクロ波凝固と呼ばれ、止血や癌治療に応用されている。
また、セラミクスの焼結や粉末冶金などの高温プロセスで、工学的な応用を目的とした探索研究が行われている。